# Dirk Rammenzweig
Dirk Rammenzweig (* 1. Januar 1973) ist ein ehemaliger deutscher Fußballspieler. 
Rammenzweig spielte als Jugendlicher in Ingelheim beim VfL Frei-Weinheim. Der Abwehrspieler schloss sich als 14-Jähriger im Jahre 1987 dem 1. FSV Mainz 05 an und kam in den Saisons 1993/94 und 1994/95 zu insgesamt 18 Einsätzen in der 2. Bundesliga. Von 1995 bis 1997 spielte er in der Regionalliga für den nordhessischen SC Neukirchen und von 1997 bis 1999 für den Aufsteiger SV Wehen. 
Während seiner Zeit in der Regionalliga machte er eine Ausbildung zum Industriekaufmann und schloss im Jahre 2001 ein Studium zum Diplom-Betriebswirt (FH) an der Fachhochschule Mainz ab. Er ist seitdem für die Lufthansa in Frankfurt am Main tätig.